# パヴィーア
パヴィーア（イタリア語: Pavia ( 音声ファイル)）は、イタリア共和国ロンバルディア州にある都市であり、その周辺地域を含む人口約7万1000人の基礎自治体（コムーネ）。パヴィーア県の県都。
ミラノの南約30km、ポー川との合流点にほど近いティチーノ川の河畔にあるこの都市には、東ゴート王国やランゴバルド王国が首都を置いた。中世においてはイタリア王権の首都とみなされており、神聖ローマ皇帝は12世紀に至るまでイタリア王としての戴冠式をこの都市で挙行した。1361年に設立されたパヴィーア大学を中心に学問の風土を持つ、閑静な都市である。

## 名称
日本語文献では「パヴィーア」のほか、「パヴィア」などの表記もなされる。
ローマ時代にはティキヌム（Ticinum）の名で呼ばれた。ラテン語ではのちにティキヌム・パピーア（Ticinum Papia）、あるいは単にパピーア（Papia）と呼ばれるが、これはおそらくローマ教皇と関係している。パピーアが転訛し、イタリア語名パヴィーア（Pavia）となった。

## 地理

### 位置・広がり
ロンバルディア州の南西部に位置する都市で、ミラノから南へ31km、ピアチェンツァから西北西へ45km、アレッサンドリアから北東へ53kmの距離にある。パヴィーア県の中では北東部にあたり、ポー川支流ティチーノ川の左岸（北岸）に市街が広がっている。市域は約63km2。

#### 隣接コムーネ
隣接するコムーネは以下の通り。
- チェルトーザ・ディ・パヴィーア - 北
- ボルガレッロ - 北
- サン・ジェネージオ・エド・ウニーティ - 北
- サンタレッシオ・コン・ヴィアローネ - 北東
- クーラ・カルピニャーノ - 北東
- ヴァッレ・サリンベーネ - 東南
- トラヴァコ・シッコマーリオ - 南
- サン・マルティーノ・シッコマーリオ - 南
- カルボナーラ・アル・ティチーノ - 南西
- トッレ・ディーゾラ - 北西
- マルチニャーゴ - 北西

### 気候分類・地震分類
気候分類では、zona E, 2623 GGに分類される。
また、イタリアの地震リスク階級 (it) では、zona 3 (sismicità bassa) に分類される
。
- ティチーノ川
- Ponte Copertoから

## 歴史

### 古代
パヴィーアは古代にはティキヌム（Ticinum）と呼ばれ、同名のティキヌム川（現在のティチーノ川）の河畔に位置していた。ローマ帝国のもとでは属州ガリア・キサルピナに属する重要な軍事拠点（カストルム）で、ムニキピウムとなった。
その歴史はローマ以前に遡り、大プリニウスは、リグリア人 (Ligures) の二つの部族、Laevi と Marici が築いたと記しており、プトレマイオスはインスブリア人 (Insubres) に帰している。
ローマの都市は紀元前218年、執政官プブリウス・コルネリウス・スキピオによって築かれた小さな兵営として始まった。これは当時、ポー平原に築かれた、ローマから最も離れた軍事拠点であった。当時ハンニバルがアルプスを越えてイタリアに侵入したと噂されており、その進路を偵察するためにティキヌム川に木製の橋が架けられ、その防衛のために兵営が作られたのであった。ローマ軍とカルタゴ軍は間もなく衝突、ローマはハンニバルによって最初の大敗を喫し、執政官もかろうじて戦死を免れた（ティキヌスの戦い）。橋は焼き払われたが、いかなる理由か兵営は第二次ポエニ戦争を通じて残り、やがて兵営都市として発展することになる。
紀元前187年、アリミヌム（現在のリミニ）からプラケンティア（現在のピアチェンツァ）までのエミリア街道が開かれた。ローマの交通路はプラケンティアでポー川を渡って分岐し、メディオラヌム（現在のミラノ）、ティキヌムにそれぞれ至っており、都市は重要度を増した。ティキヌムから北西への交通路はさらにラウレルム（現在のロメッロ）で分岐し、ひとつはウェルケラエ（現在のヴェルチェッリ）を経由しエポレディア（現在のイヴレーア）、アウグスタ・プラエトリア（現在のアオスタ）方面にいたり、もうひとつはアウグスタ・タウリノヌム（現在のトリノ）方面と結ばれていた。

### 西ローマ帝国の滅亡と東ゴート王国
476年、西ローマ皇帝ロムルス・アウグストゥルス（在位: 475年 - 476年）が退位して西ローマ帝国に終焉をもたらしたのは、この都市においてである（以下、都市名を「パヴィーア」で表記する）。
ロムルス・アウグストゥルスは、一般に西ローマ帝国最後の皇帝とみなされる。その父フラウィウス・オレステスは475年に皇帝ユリウス・ネポスを廃し、ラウェンナにおいて自らの子を皇帝に就けた。ロムルス・アウグストゥルスは父親の傀儡に過ぎず、その治世で実権を掌握していたのはフラウィウス・オレステスに他ならなかった。ロムルス・アウグストゥルスの即位から10か月後、フラウィウス・オレステスの部下であった東ゴート族の将軍オドアケルに率いられた兵士たちは反乱を起こし、パヴィーアにおいてフラウィウス・オレステスを殺害した。オドアケルの軍勢はパヴィーアに火を放ち、多くの建物が灰燼に帰した。イタリア王となったオドアケルは、財源を確保するための税をパヴィーアに5年間課した。父を失ったロムルス・アウグストゥスは無力であった。ロムルス・アウグストゥスが殺害されることはなく、西ローマ帝国の終焉が皇帝によって宣言され、オドアケルが新たな王国の王となると、オドアケルは年額ソリドゥス金貨6000枚の年金をロムルス・アウグストゥスに与えた。
オドアケルのイタリア王としての治世は長く続かなかった。488年、テオドリック王に率いられた東ゴート族がイタリアに侵入、オドアケルと戦端を開いたのである。5年にわたる戦いを経て、493年3月15日、両王の和議のための宴席でオドアケルは暗殺者の手にかかった。北部イタリアを中心に建国された東ゴート王国では、テオドリック王がいくつかの都市で大規模な公共建築物を建設する、復興・拡張事業を進めた。パヴィーアもテオドリック王に選定された都市のひとつである。テオドリック王が建設した巨大な宮殿群には、のちにランゴバルド人の君主が暮らすこととなった。テオドリック王はまた、ローマ様式の円形劇場や公衆浴場を建設した。7世紀のパヴィーアは、東ローマ帝国領外のヨーロッパ世界において、公衆浴場が機能した数少ない場所であった。テオドリックの治世末年には、キリスト教の哲学者で教父のひとりボエティウスがパヴィーアの教会のひとつに投獄され（522年 - 525年）、処刑された。ボエティウスはパヴィーアでの投獄中に『哲学の慰め』を著している。
パヴィーアは、535年に始まる東ゴート王国と東ローマ帝国の戦争（ゴート戦争）において重要な役割を果たした。540年、東ローマ帝国の将軍ベリサリウスは東ゴート王ウィティギスを降伏させ、東ゴートは多くの領土を失ったが、パヴィーアは東ローマに対する東ゴートの最後の抵抗の中心地であった。東ゴートの指導者たちが降伏した540年以後も、パヴィーアやヴェローナに駐留していた1000人以上が東ローマ帝国による支配との対決を選んだ。東ゴートの戦士たちはパヴィーアを要塞化し、曲折を経ながら最終的に561年まで戦いが続いた。

### ランゴバルド王国
568年、イタリアに侵入したランゴバルド人のために、東ローマ帝国のイタリア半島支配は長く続かなかった。ランゴバルド人たちを率いるアルボイン（アルボイーノ）王は、のちにランゴバルド人最初のイタリア王となった。アルボインは多くの領土を手に入れたが、569年、その成功は要塞化された都市パヴィーアによって妨げられた。その百年以上後に書かれたパウルス・ディアコヌスの『ランゴバルド史』 (History of the Lombards) は、この時代の状況を伝える貴重な史料のひとつである。「このときティキヌム（パヴィーア）の街は勇敢に抗戦し、ランゴバルドの軍勢が西側から迫る中で3年に及ぶ攻囲に耐えた。アルボインはトスカーナでも兵士を追い出し財産を手を収めたが、ローマやラヴェンナ、そして海岸沿いにある要塞化した場所のいくつかは例外であった」。ティキヌム攻略戦 (Siege of Pavia (569–72)) は、572年にランゴバルドがパヴィーアを陥落させて終了した。その戦略的な立地と東ゴートが残した宮殿群の存在によって、パヴィーアには620年代までにはランゴバルド王国の主要な首都が置かれるようになり、あるいはランゴバルド人の支配者たちの居所となった。クレーフィ王（在位: 572年 - 574年）死後の「公たちの時代」 (Rule of the Dukes) （574年 - 584年）と呼ばれる諸侯割拠の時代には、フリウリ公ザバン (Zaban) がパヴィーアを治めた。
ランゴバルド人の統治下、パヴィーアには多くの修道院、尼僧院、教会が、敬虔なランゴバルド人支配者たちによって建設された。初期のランゴバルド王たちはアリウス派のキリスト教徒であったが、パウルス・ディアコヌスなどの同時代の史料ではアリウス派支配者もカトリック教会の信仰に寛容であったと記されており、690年頃までカトリックとアリウス派が共存していた。ランゴバルドの王族や貴族たちは、彼らの信仰心とともに豊かさを示すものとして、修道院、尼僧院、教会を建てた。多くの施設は装飾され、また多くの場合教会内に個人の墓が作られた。たとえば、パヴィーアのサンブロージオ教会を建設したGrimoaldは、その教会内に埋葬されている。ベルタリード王 (Perctarit) （在位: 661年 - 662年、672年 - 688年）およびその子のクニペルト王 (Cunipert) （在位: 679年 - 700年）は、その治世においてパヴィーアに尼僧院と教会を建てた。ランゴバルドの教会はしばしばその設立にかかわった人物の名がつけられた。たとえば、サン・マリア・テオドラ聖堂などである。パヴィーアにあるSan Michele alla Pusterla修道院は、ランゴバルド王の王立修道院であった。

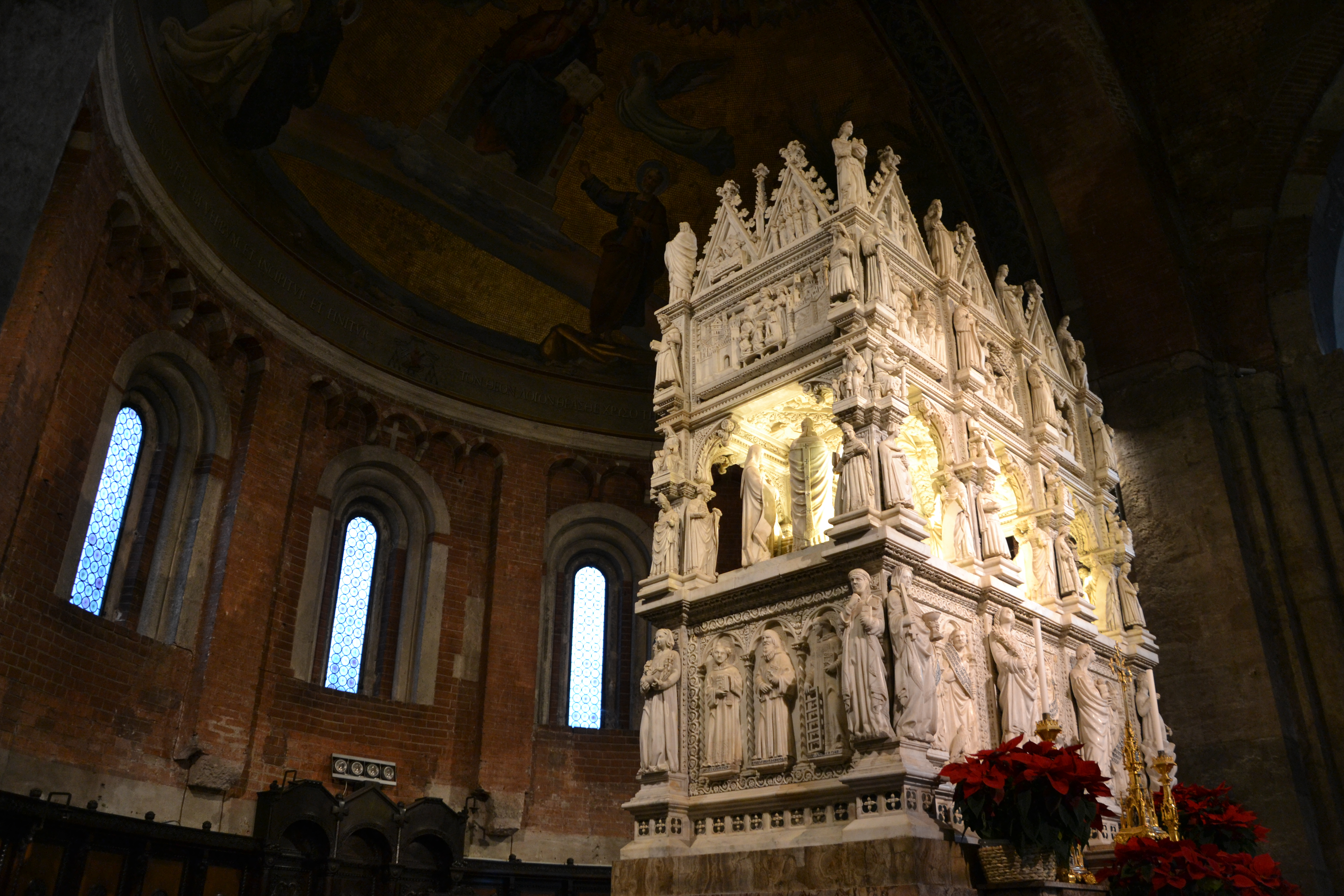
サン・ピエトロ・イン・チェル・ドーロ教会内にある聖アウグスティヌスの墓

ランゴバルド王がパヴィーアに建設した教会で最も著名なもののひとつが、サン・ピエトロ・イン・チェル・ドーロ教会 (San Pietro in Ciel d'Oro) である。この教会はリウトプランド王 (Liutprand) （在位: 712年 - 744年）によって建築が命じられ、リウトプランド王の墓所となり、また2人の著名なキリスト教徒の墓が移された。サン・ピエトロ・イン・チェル・ドーロ教会の建築においては、リウトプランド王の足の長さが単位として用いられた。サン・ピエトロ・イン・チェル・ドーロ教会に移葬された最初のキリスト教徒著名人はボエティウスで、聖堂のクリプトに埋葬されている。もう一人の著名人で、教会内に最も大きな墓が作られているのが、聖アウグスティヌスのものである。アウグスティヌスは5世紀前半に活動した北アフリカ出身の著述家で、キリスト教の聖書解釈に大きな影響を及ぼし、教父とみなされるひとりである。アウグスティヌスの墓は1695年10月1日、サン・ピエトロ・イン・チェル・ドーロ教会の床の敷石の一部を取り替える作業を行っていた職人たちによって再発見された。リウトプランド王は敬虔なキリスト教徒であり、他のランゴバルドの王たちと同様、聖人たちの聖遺物の収集に情熱を傾けていた。もともとアウグスティヌスはサルデーニャ島のカリャリに埋葬されていたが、イスラム教徒（サラセン人）の手に届かない安全な場所に移すため、リウトプランド王は多大な労力を払ってパヴィーアまで移送したのである。743年に奉献された、リウトプランド王が築いたサン・ピエトロ・イン・チェル・ドーロ教会が、当時のままの姿をとどめるのはごく一部である。後陣の屋根にはもともとモザイクで装飾されていたが、これはランゴバルドの教会をモザイクが装飾した最初の例である。今日では近代的な教会となっており、創建当時の姿を見ることが出来るのは後陣周辺のみである。ランゴバルド人たちは典型的なロマネスク様式で教会を築いたが、パヴィーアにおいて当時の姿をもっともよく残しているのは、サン・ミケーレのバシリカ (San Michele Maggiore, Pavia) である。
ランゴバルド王国の首都であるパヴィーアは、7世紀後半にはかれら独自の貨幣を発行する中心地であった。貨幣にはランゴバルドの王の肖像が、その権力と富を象徴するように刻まれた。

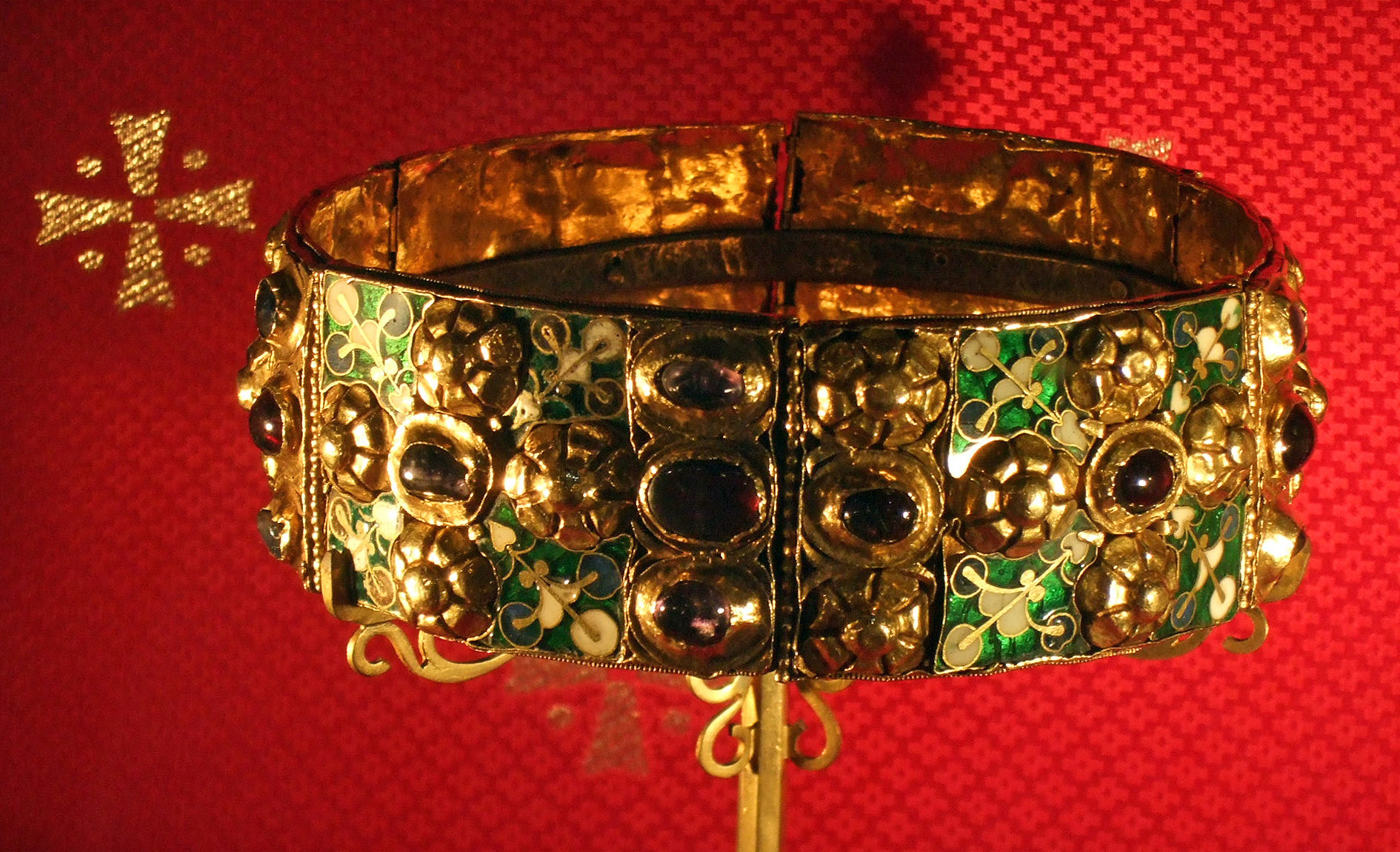
ロンバルディアの鉄王冠。現在はモンツァ大聖堂に納められている

都市パヴィーアは、ランゴバルド王国と、フランク王国のカール1世（カール大帝、シャルルマーニュ）の戦いで重要な役割を果たした。773年、シャルルマーニュはランゴバルドに宣戦を布告、アルプスを越えて北部イタリアに侵攻して、ランゴバルドのデシデリウス王 (Desiderius) （在位: 757年 - 774年）を打ち破った。773年秋から774年6月にかけ、シャルルマーニュはパヴィーア、ついでヴェローナを攻囲、ランゴバルドの権力中枢を下すと、ロンバルド王国北部の城塞都市の抵抗を速やかに鎮定した。パヴィーアは620年代からランゴバルド人たちの公式な首都であったが、イタリアにおけるランゴバルド王国終焉の地ともなったのである。勝利とともにパヴィーアに入城したシャルルマーニュは、かつてのパヴィーア王国の領域の王として自ら戴冠した。ランゴバルド王国とその北部領域は、以後フランク帝国を構成する領邦となった。一方、ランゴバルド王国の南部領域にあったベネヴェント公国は、比較的独立した自治領域であったために、その後数世紀存続した。
フランク王国が分裂を経て中世イタリア王国となり、神聖ローマ帝国の一部とみなされるようになったあとも、パヴィーアはイタリア王の国家の首都として認識された。神聖ローマ帝国の宗主権が失われる12世紀まで、パヴィーアではロンバルディアの鉄王冠によって「イタリア王」の戴冠式が行われていた。

### 中世中期以後

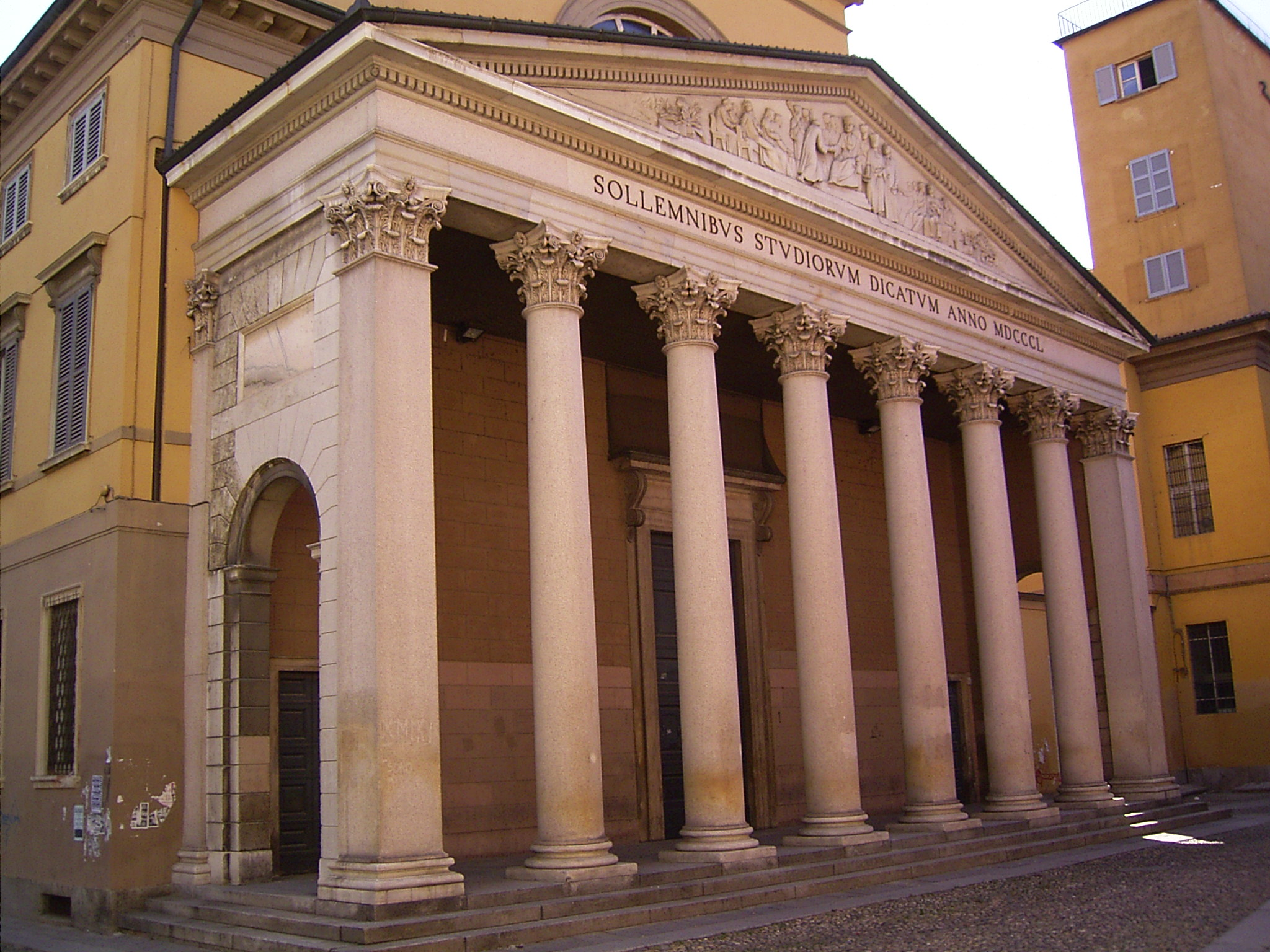
パヴィーア大学の Aula magna

889年から955年にかけて幾度か、パヴィーアはハンガリー人の侵攻を受けて炎上している。1004年には皇帝ハインリヒ2世は、イタリア王への戴冠に反対するパヴィア市民による蜂起を血塗られた形で鎮圧している。
12世紀、パヴィーアはコムーネとなり、自治権を獲得した。中世イタリアを特色づける教皇派（ゲルフ）と皇帝派（ギベリン）の政治的対立において、パヴィーアは伝統的にギベリン（皇帝派）に属しており、この立場はミラノとの対抗関係によって支えられていた。イタリアにおいて長らく失われていた帝国の影響力を再び主張した神聖ローマ皇帝フリードリヒ1世に対し、ミラノ率いるロンバルディア同盟は、皇帝への反抗の旗印となっていた。パヴィーアはまた、ドイツの聖職者詩人（ゴリアール）のひとりアルキポエタ (Archpoet) が、1163年に「良い時間」を過ごすのに適した都市であると言及したことで知られている。
その後数世紀、パヴィーアは重要で活発な都市であった。1329年、イタリア滞在中の皇帝ルートヴィヒ4世はパヴィーア条約 (Treaty of Pavia (1329)) に調印し、かつて抗争した兄ルドルフ1世（1319年没）の子孫によるライン宮中伯の地位継承を認めた（この系統はプファルツ系ヴィッテルスバッハ家と呼ばれる）。
パヴィーアはミラノによる支配に対して反抗していたが、ついに1359年、ミラノの領主であるヴィスコンティ家に都市の支配者の地位を明け渡した。ヴィスコンティ家（のち1395年に公位が認められミラノ公国）のもとでパヴィーアは、学問と芸術の中心地となり、1361年にはパヴィーア大学が設置された。この大学は法学校を中心として設立され、多くの国の学生を惹きつけた。
また、1481年に市民の要望からルドヴィーゴ・スフォルツァの弟パヴィア司教アスカニオ・スフォルツァに訴えがでて「パヴィア大聖堂」の建築が考えられ、1488年にはブラマンテが原設計を書いている。1490年にはルドヴィーゴがフランチェスコ・ディ・ジョルジュとレオナルド・ダ・ヴィンチを呼び寄せ意見を聞いている。

### 近世

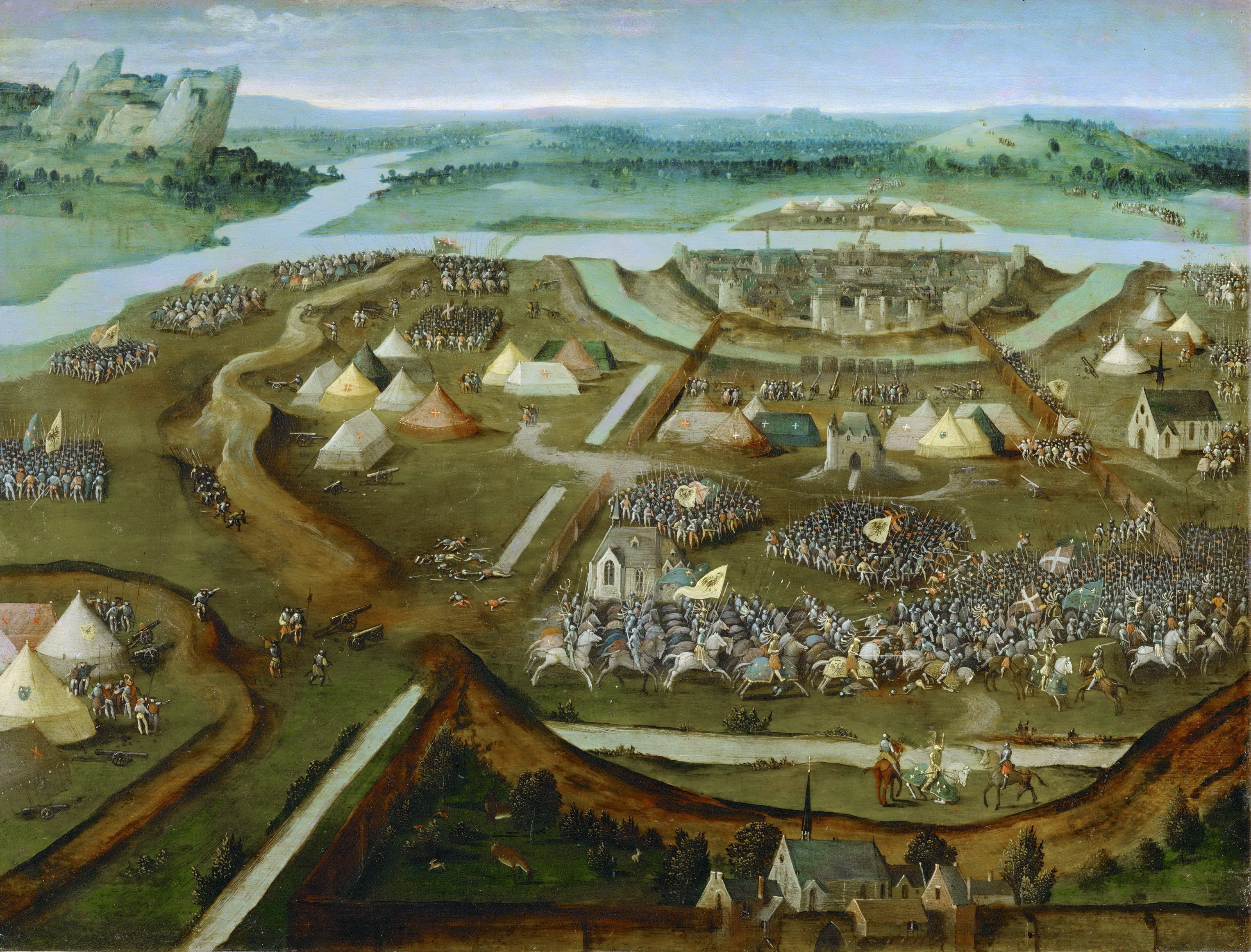
ヨアヒム・パティニールの絵画『パヴィアの戦い』Schlacht bei Pavia

1525年のパヴィアの戦いは、市の運命の分岐点となった。その時までに、教皇派と皇帝派の間のかつての分裂は、教皇と同盟関係にあるフランス派と、スペイン王を兼ねる皇帝カール5世支持派との間で争われることになった。ヴァロワ家とハプスブルク家の間で争われたイタリア戦争で、パヴィーアは自然と皇帝派（スペイン派）についた。パヴィアの戦いではフランス派が敗北し、フランス王フランソワ1世が捕虜となった。この戦いはまた、ハプスブルク家（スペイン）によるパヴィーア支配の幕開けとなった。スペイン継承戦争により1713年以後オーストリアがパヴィーアを支配し、これは1796年のナポレオン・ボナパルトによる占領まで続いた。
1815年、ナポレオン没落後に再度オーストリアの統治下に入った（ロンバルド＝ヴェネト王国）。オーストリアによる支配は1859年の第二次イタリア独立戦争まで続き、イタリア統一を迎えて1861年にイタリア王国に統合された。

## 行政

### 行政区画
パヴィーアには以下の分離集落（フラツィオーネ）がある。
- Albertario, Cà della Terra, Cà de' Tedioli, Cantugno, Cassinino, Cittadella, Fossarmato, Mirabello, Molinazzo, Montebellino, Pantaleona, Villalunga

## 社会

### 産業
パヴィーア県は、ワイン、コメ、穀物などの農産品で知られる肥沃な農業県である。パヴィーア市の郊外には工業地区も発展している。

### 教育
パヴィーア大学
1361年創立。825年に記録が残された修辞学学校がもととなった。チェントラーレは15世紀から19世紀にかけ12の区画でつくられた広いレンガづくりのものである。均斉のとれたファサードの変化は、バロック様式から新古典主義建築にかけてのものである。大階段、アウラ・フォスコロ、アウラ・ヴォルタ、アウラ・スカルパ、アウラ・マーニャも、新古典主義建築である。スピリティ・マニのコルティーレ（Cortile、中庭）は、大学の重要な学者や卒業生たちの像を所蔵する。古い墓碑と14世紀から16世紀の学者の墓石は、ヴォルティアーノのコルティーレの壁に塗り込められている（そのほとんどは打ち捨てられた教会から持ち込まれた物である）。マニョリエのコルティーレは、古い劇場土間をもつ。ルドヴィーコ・イル・モーロのコルティーレは、ルネサンスの涼み廊とテラコッタ装飾がある。どちらの区画もさらに2箇所と同様、旧オスペダーレ・ディ・サン・マッテオの回廊である。大学付属植物園（Orto Botanico dell'Università di Pavia）がある。

## みどころ

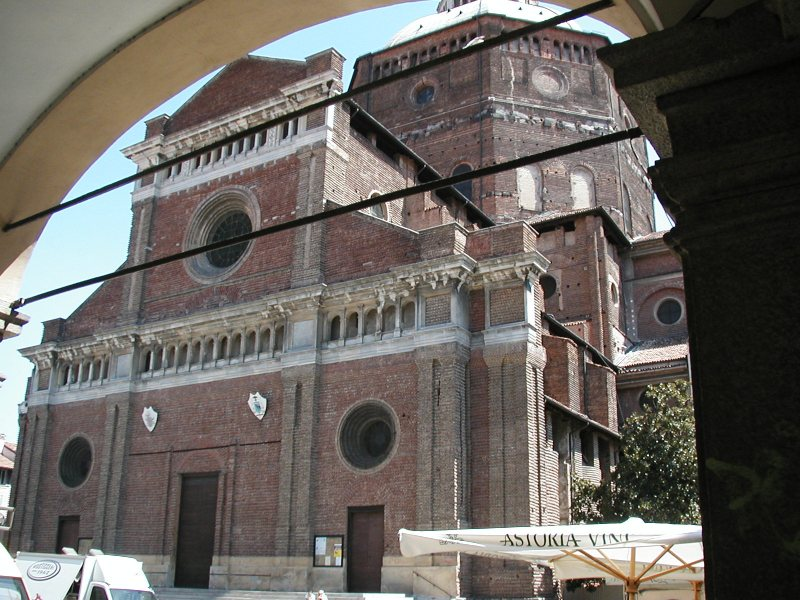
パヴィーアのドゥオモ

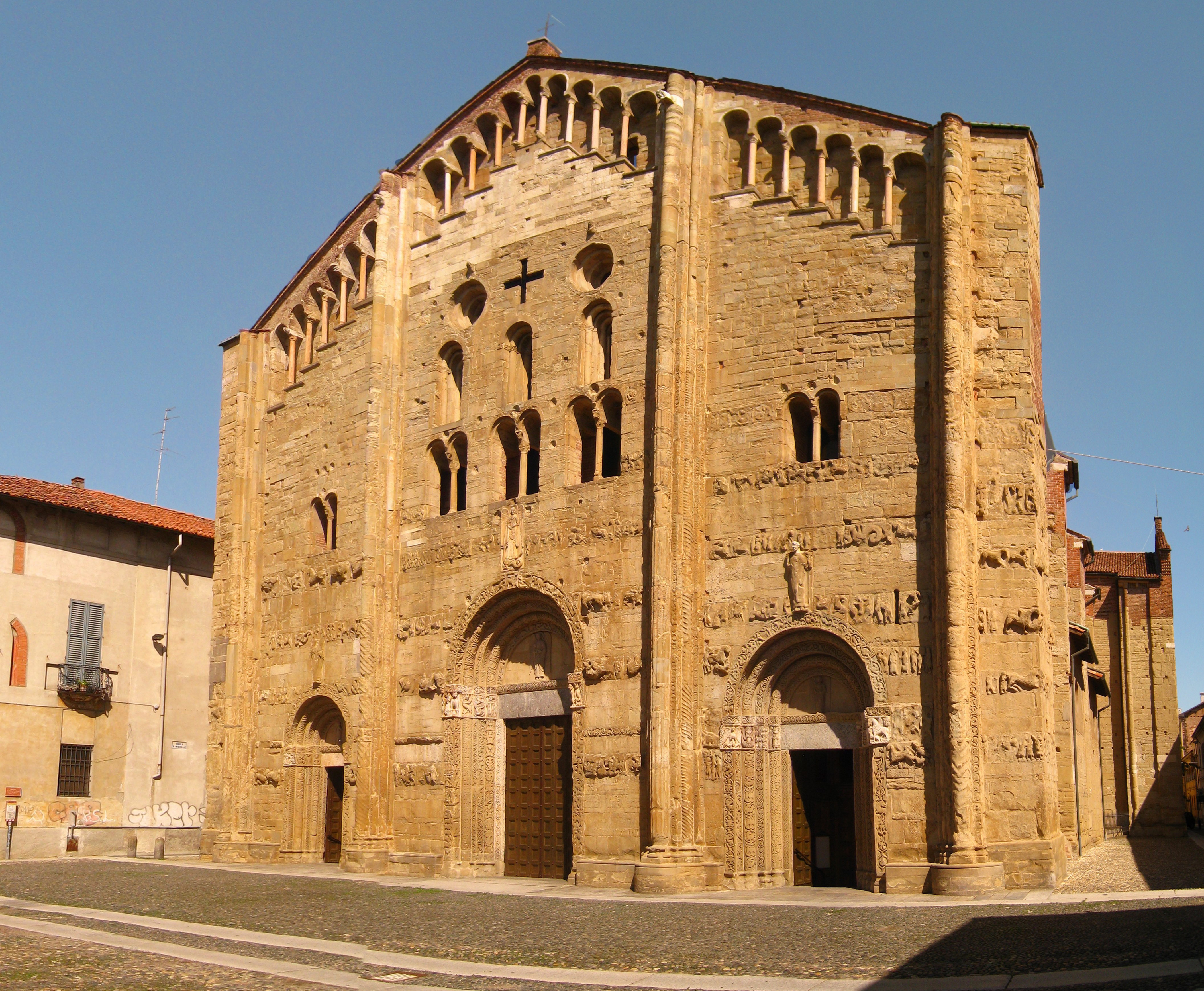
サン・ミケーレ・マッジョーレ教会

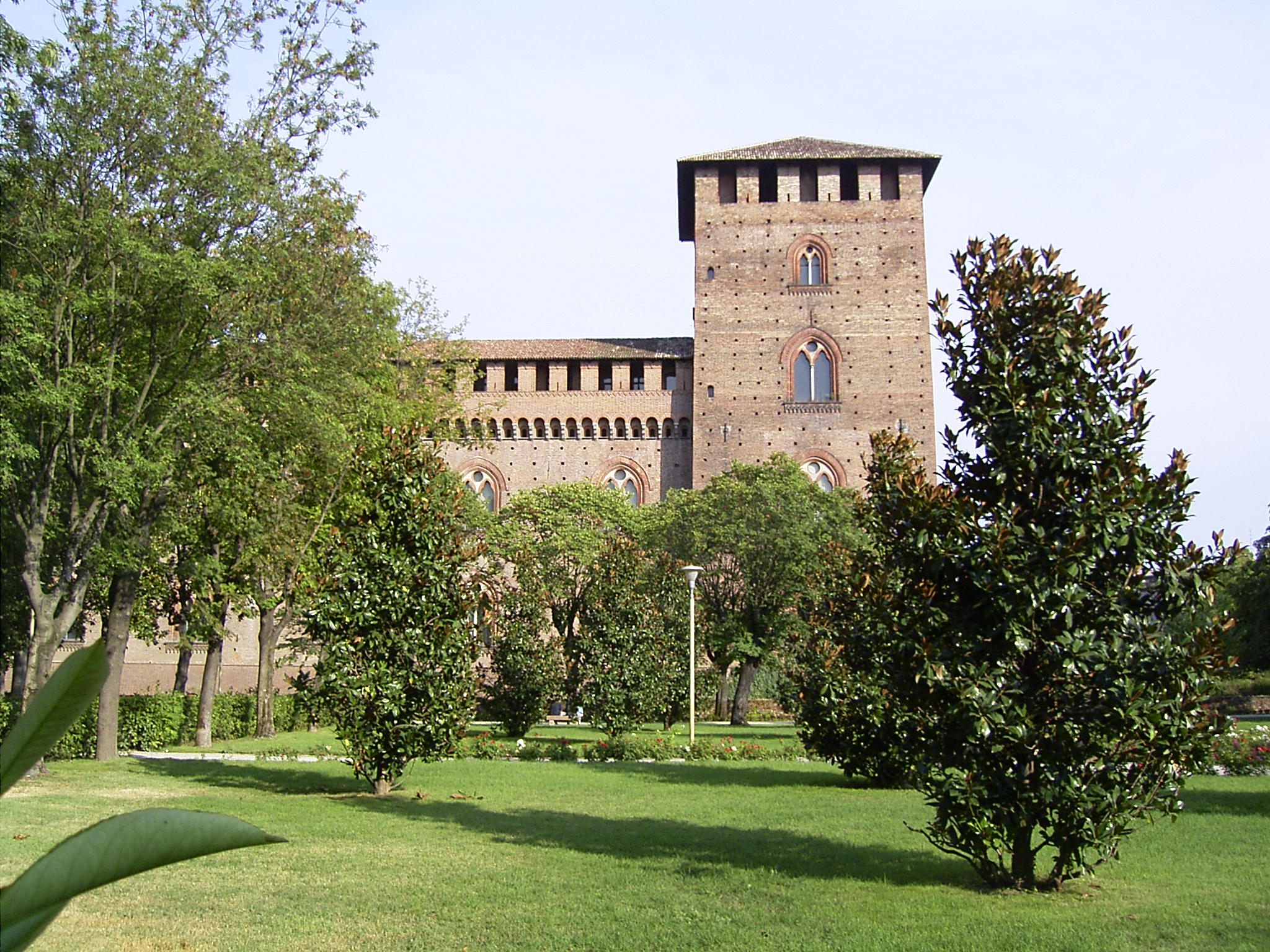
ヴィスコンテオ城

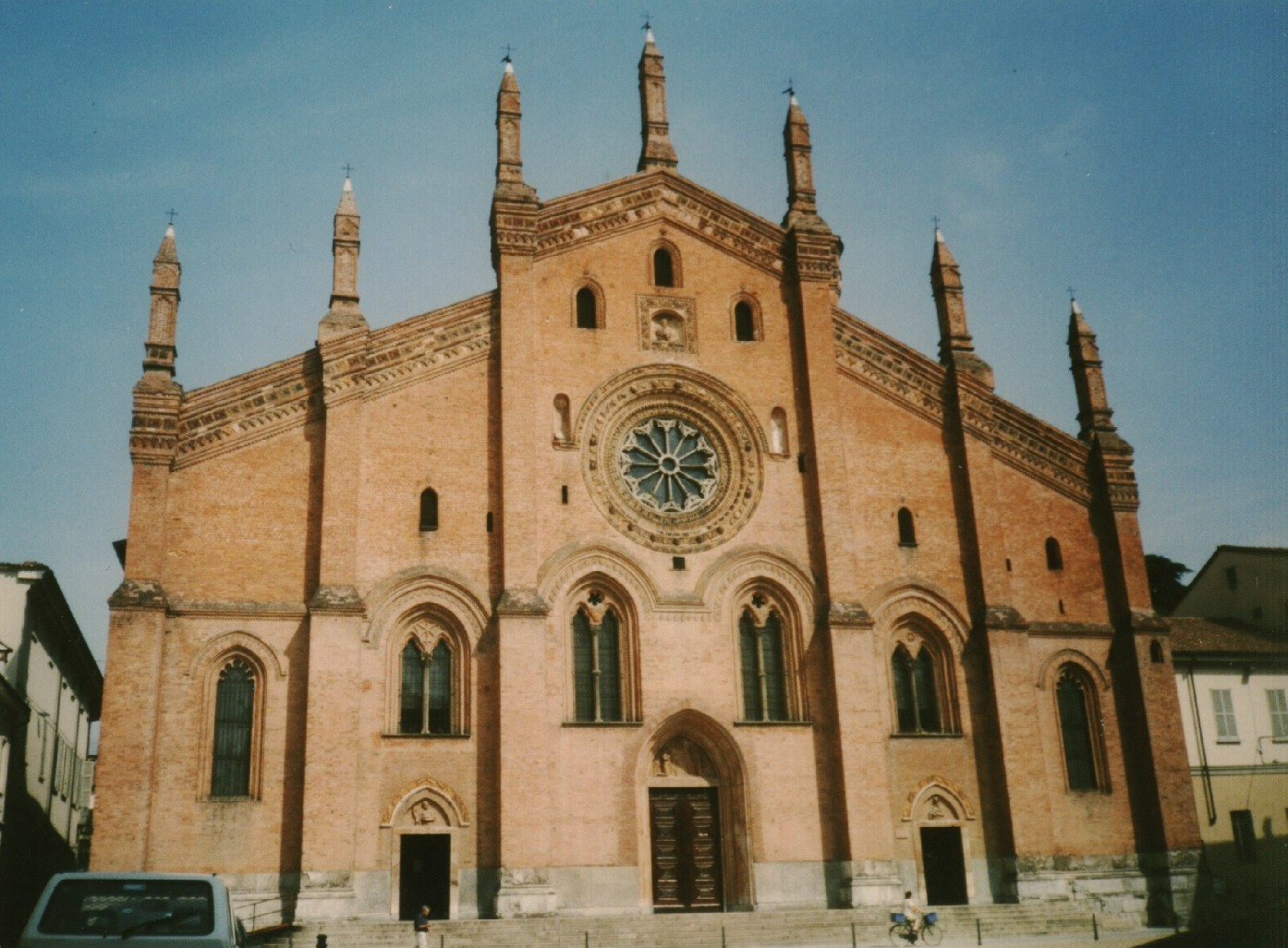
サンタ・マリア・デル・カルミネ教会

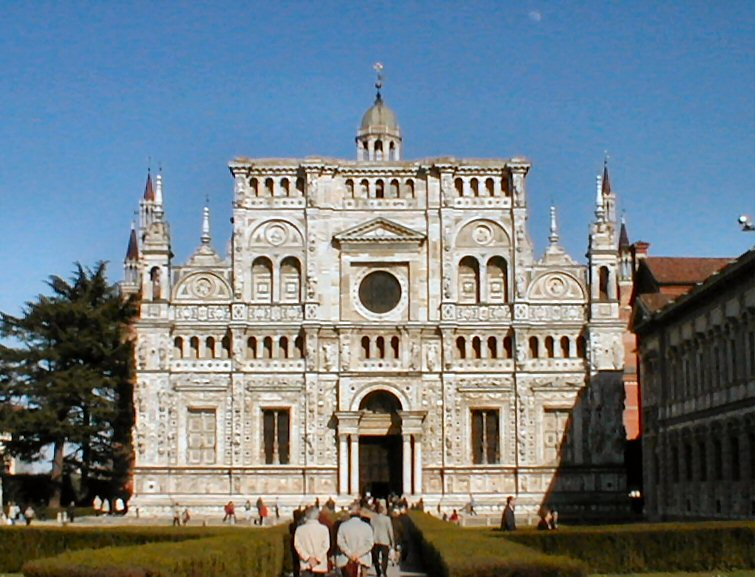
チェルトーサ・ディ・パヴィーア

パヴィア大聖堂（Duomo di Pavia）
1488年に工事が始まり、1898年にファサードとドームが最初の計画通りに完成した。中央ドームは8角形で、高さ97mm重さ2万トンほどある。このドームはイタリア国内で3番目に大きい（1位はサン・ピエトロ寺院、2位はサンタ・マリア・デル・フィオーレ大聖堂）。ドゥオモの隣には塔がある（少なくとも1330年からあり、1583年にペッレグリーノ・ティバルディによって拡大された）。1989年3月17日の塔の倒壊で、同じ運命にあるピサの斜塔を救う近年の10年に及ぶ努力を始めるに至る、最終的なきっかけとなった。
サン・ミケーレ・マッジョーレ教会（Chiesa di San Michele Maggiore）
ロンバルディアにおけるロンバルディア＝ロマネスク建築のうち顕著な例とされる。かつてのロンゴバルド王国の教会があった場所にあり、カンパニエーレの低層部分も属す。1004年に破壊され、教会は11世紀後半前後に再建され（納骨堂、交差廊、聖隊共唱席を含む）、1155年に完成した。広範囲な砂岩の使用と非常に長い交差廊によって特色があり、ファサードと後陣を備えている。教会で、フリードリヒ1世が1155年に戴冠した。
サン・ピエトロ・イン・チェル・ドーロ教会（San Pietro in Ciel d'Oro）
6世紀に建設が始められた。アウグスティヌス、ボエティウス、ロンゴバルド王リウトプランドが埋葬されている。現在の建築物は1132年に建てられた。サン・ミケーレ・マッジョーレと似ているが、一つの出入り口を持つ非対称のファサード、砂岩に替えて煉瓦造りの採用、内装においてはマトロネイの存在、女性のために保存されたギャラリー、非常に短い交差廊が違う。注目すべきアーチは、カンピオーネ・ディターリアによって1362年に建てられ、聖アウグスティヌスの聖遺物を納める。そして150を数える像とレリーフで飾られている。教会は、ダンテ・アリギエーリ作『神曲』の第10篇に記述されている。
サン・テオドーロ教会（San Teodoro）
1117年、中世のパヴィーア司教テオドーロ・ディ・パヴィーアへ献堂。市第3のロマネスク聖堂で、前に紹介したものより小さい。ティチーノ川へ向かって下る坂にあり、漁民が利用してきた。アプスと3段階のティブリウムはロマネスク装飾の効果的な簡素な例である。内側は2つの目立った市の鳥瞰フレスコ画（1525年、ベルナルディーノ・ランツァーニ画）がある。後者の鳥瞰図は、最も権威のあるもので、未完に終わった前者をむき出しにしている。どちらも印象的に描写され、どのようにパヴィーアの都市計画がこの500年間に変わったかを露わにしている。
ヴィスコンテーオ城（Castello Visconteo）
ミラノ領主ガレアッツォ2世・ヴィスコンティが1360年から1365年にかけ建造。要塞化されていたにもかかわらず、実際には軍事施設よりも私的な邸宅として使用されてきた。ジャン・ガレアッツォ・ヴィスコンティが城内の図書館（文庫）の世話をさせるために詩人フランチェスコ・ペトラルカを呼び、詩人はここでしばらく過ごした。図書館は写本などおよそ1000冊の蔵書を所有する壮大なものであったが、後に失われた。城は現在市立美術館があり、公園は子供たちの遊び場となっている。不確かな言い伝えによれば、城は秘密の地下トンネルによってチェルトーザ・ディ・パヴィーアとつながっていたとされる。
サンタ・マリア・デル・カルミネ教会（Chiesa di Santa Maria del Carmine）
北イタリアのゴシック様式レンガ建築の例としてよく知られている。市内ではドゥオモの次に大きく、ラテン十字型で建てられた。一つの本堂と2つの側廊からなる周囲からなる。特徴的なファサードは大きなバラ窓と7つの三角きざしをもつ。
サンタ・マリア・ディ・カネパノーヴァ教会（Santa Maria di Canepanova）
ルネサンス様式。ブラマンテの手による。
- 中世の塔は、いまだ町のスカイラインの形をとる。主な一群はレオナルド・ダ・ヴィンチ広場、ヴィア・ルイージ・ポルタ、コッレージョ・ボッロメオ広場に集まっている。

- この他、隣接するコムーネのチェルトーザ・ディ・パヴィーアには1396年創建のカルトジオ会派修道院、チェルトーザ・ディ・パヴィーア（Certosa）がある。

## 人物

### 著名な出身者
- ジャン・ガレアッツォ・ヴィスコンティ - 14世紀末のミラノ公。
- ジョヴァンニ・アントニオ・アマデーオ - 15-16世紀の彫刻家・建築家。
- ジェロラモ・カルダーノ - 16世紀の数学者。出生地はミラノ。
- チェーザレ・モーリ - 19-20世紀の地方行政官。シチリアでマフィア取締りに尽力。
- カルロ・チポラ - 経済史学者
- ジョヴァンニ・ロンバルディ -自転車競技選手。

## 交通

### 鉄道
パヴィーア駅 (Pavia railway station) は、ミラノ＝ジェノヴァ線 (Milan–Genoa railway) の最初の開業区間の駅として、1862年に開業した。駅は4つのローカル線の始発駅となっている。パヴィーアはミラノ近郊鉄道の運行区域に含まれており、ミラノとを結ぶS13線が30分ごとに運行されている。

### 道路
- アウトストラーダ A53
- アウトストラーダ A54

A54

市の西方を走るアウトストラーダ A7からA53が分岐し、パヴィーアに接続している。A54市の西側を南北に走る。

## 姉妹都市
- ヴィリニュス、リトアニア
- ヒルデスハイム、ドイツ
- ブザンソン、フランス
- ベツレヘム、パレスチナ
- ザキントス、ギリシャ

## 文献
※以下の文献は翻訳元（英語版）に載せられているものである。
- Arnaldi, Girolamo. Italy and Its Invaders. Cambridge, Mass.: Harvard University Press, 2005. Print.
- Christie, Neil. The Lombards The Ancient Longobards. Cambridge, Mass.: Basil Blackwell Inc., 1995. Print.
- Dale, Sharon. A house divided: San Pietro in Ciel d'Oro in Pavia and the politics of Pope John XXII. Journal of Medieval History 27:1.
- Geary, Patrick J. Readings in Medieval History, vol. 1 Toronto: University of Toronto Press, 2010. Print.
- Moorhead, John. Theoderic in Italy. Oxford: Clarendon Press, 1992. Print.
- Paul the Deacon. History of the Lombards. Translated by William Dudley Foulke, edited by Edward Peters. Philadelphia: University of Pennsylvania Press, 2003. Web. Oct. 15, 2009.
- Scott, Leader. The Cathedral Builders The Story of a Great Masonic Guild. London: S, Low, Marston and Company, 1899. Print.
- Thompson, E. A. Romans and Barbarians The Decline of the Western Empire. Madison, Wisconsin: The University of Wisconsin Press, 1982. Print.
- Weinstein, Donald. Rev. of St. Augustine’s Bones: A Microhistory, by Harold Samuel Stone. The American Historical Review Vol. 108 No. 4, October 2003. Web. October 16, 2013.
- Wickham, Chris. Early Medieval Italy Central Power and Local Society 400 –1000. London: The MacMillan Press Ltd., 1981. Print.